# Сто поезій
«Сто поезій» — збірка українського поета Миколи Вінграновського, що вийшла 8-тисячним накладом у видавництві «Дніпро» у 1967 році. Попри назву, збірка містила 99 віршів, що могло бути зумовлене втручанням цензури.
Збірка входить до переліку ста найкращих творів української літератури за версією українського ПЕНу.

## Рецепція
Богдан Кравців, у нотатці про збірку в журналі «Сучасність», простежує низку змін, які були внесені до віршів збірки порівняно із першодруками.
Натомість Іван Дзюба простежує еволюцію Вінграновського від збірки «Атомні прелюди» до своєї другої книжки, між якими було 5 років. Критик показує, що для читачів та оглядачів 60-х ця пауза здавалася незвичною.
|  | Якщо в «Атомних прелюдах» розкошувала стихія юнацької піднесеності, екзальтованості, нетерпеливості, панував тон героїчно-драматичний і «гігантичний», то в «Ста поезіях» усе це хоч і запишалося ще, але вже подекуди швидше як інерція, ніж як «кінетика» духу. Наче й не який час — п’ять років, але вони багато важили і в житті суспільства, і в особистому досвіді автора. Життя дало зрозуміти, що його проблеми й таємниці не осягаються за одним разом, «з ходу»... На місце емоційної «агресивності» починають приходити розважливість і роздумливість; патетичні та героїчні інтонації «обростають» обертонами журливості, гіркоти, тихої радості; масштабність «притишується» зосередженістю. |